# 胎土

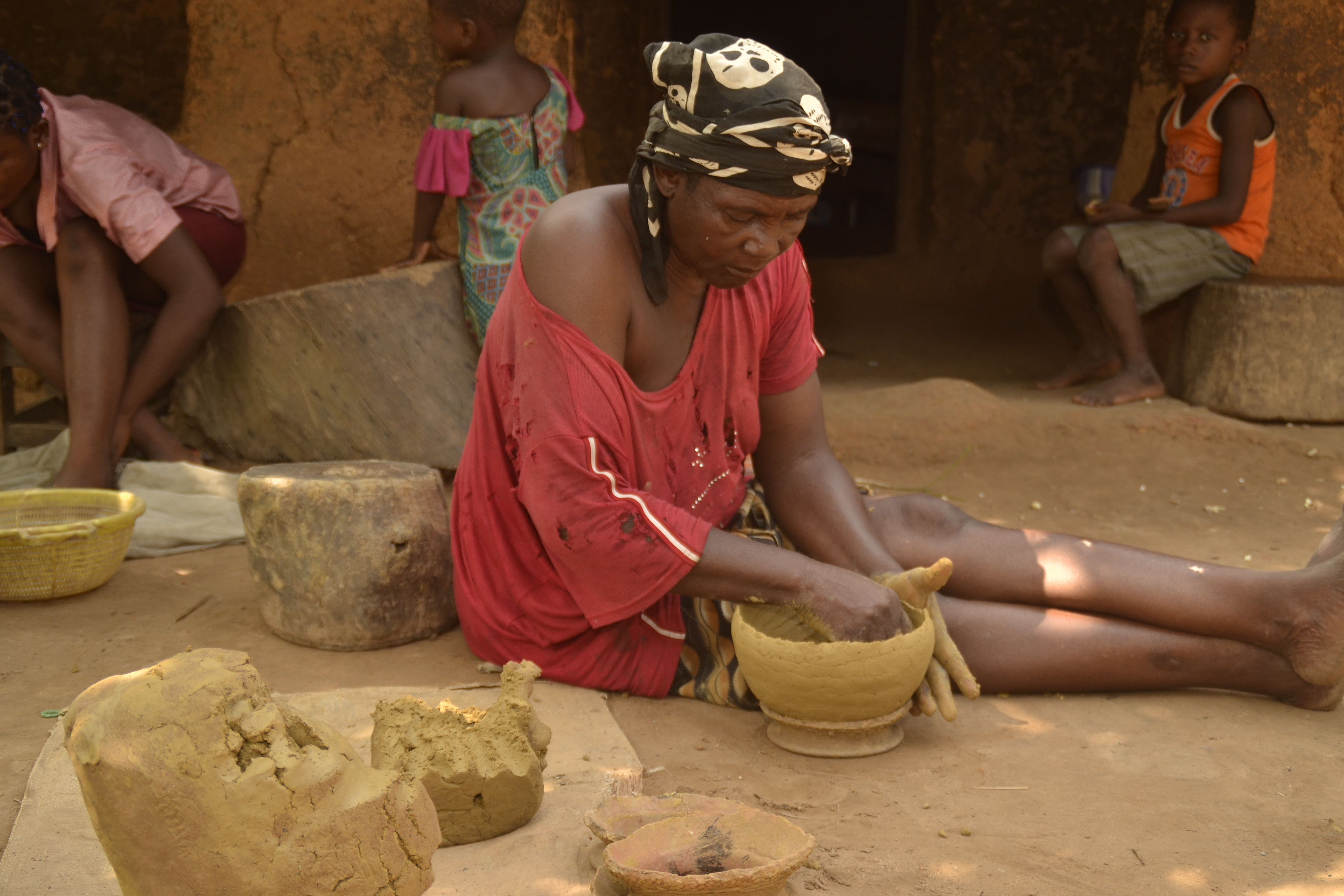
ナイジェリアにおける伝統的な土器作り。傍らに置いた粘土が積み上げられ土器の胎土となっていく。

大平山元I遺跡の縄文土器片の胎土。

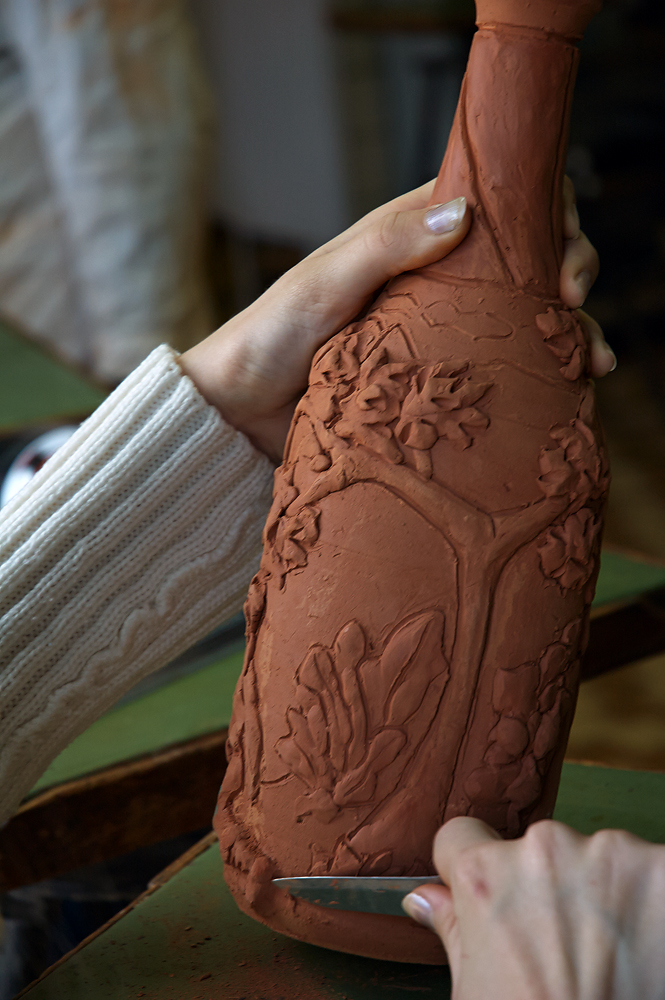
美術学校の授業にて、胎土を削り表面に造形する作業。

胎土（たいど、paste）とは、土器や陶磁器を製作する際に原材料として使用された土、もしくは土器や陶磁器の主成分である土そのもの。坏土（はいど）ともいう。

## 概要
胎土（坏土）とは、やきものの原料となる土のことで、粘土、陶土、磁土などがある。
土器・陶磁器に使われる胎土は地域的な地質的特徴や地理的特徴を反映して様々な化学組成をもち、胎土に含まれる鉱物や諸成分を科学的性質によって分析することで、土器や陶磁器の産地を一定の精度で特定することができる。これを胎土分析といい、各地から考古資料として出土する土器・土製品・陶器類は、胎土中の岩石や鉱物の組成と出土周辺地域の地質を比較することによって、在地的なものであるか外部から搬入されたものであるか産地を推定すること（産地同定）がある程度可能であり、これは、土器製作集団の活動や製品の移動の動向を示す大きな指標となっている
土器や陶磁器は現地で生産されたものや近在や遠隔地に搬出されたもの、胎土のみが排出され遠隔地で作成されたものなど様々なものがあるが、胎土分析は土器や陶磁器の造形的特徴や加工技術などの外形的特徴のみならず、出土土層や伴出する遺構や他の遺物、数量的傾向や年次的変化など諸要素から総合的に判断し、より正確な編年が行われる。
ただし、たとえば日本の縄文土器や弥生土器のような低温焼成の土器に関しては、胎土の観察によって産地同定がある程度可能であるのに対し、たとえば「陶質土器」である古墳時代以降の須恵器などは、1100℃以上という高温火度で焼成するため、鉱物のほとんどは融けてしまい、産地同定が困難なことも多い。
蛍光X線分析法は、これを補うもので、分析試料にX線を照射したときに生じる二次X線（蛍光X線）の元素ごとの波高を求めて、その含有量を調べるという分析法である。